# Aulo Antonio Rufo
Aulo Antonio Rufo (in latino: Aulus Antonius Rufus; 3 circa – dopo il 45) è stato un magistrato e senatore romano, console dell'Impero romano.

## Biografia
Delle origini di Rufo non molto è noto: data la diffusione di Auli Antonii soprattutto in area lucana, è stata cautamente ipotizzata un'origine lucana, mentre da altre parti si è affermata una sua origine narbonese.
Non molto di più è conosciuto della carriera di Rufo. L'unico incarico attestato, però, lo vede al vertice dello stato romano: egli fu infatti console suffetto al fianco di Marco Pompeo Silvano Staberio Flaveno da settembre (o forse persino da luglio) a ottobre del 45.
Inoltre, la presenza di un magistrato locale lidio di epoca neroniana di nome Aulo Antonio Pulcro ha portato a ipotizzare, data la rarità in Asia del nome Aulus Antonius, che Rufo possa aver ricoperto una legazione proconsolare in quell'area.
Infine, qualcosa in più è noto sui legami familiari costruiti da Rufo. È stata infatti riconosciuta come sua figlia Antonia Furnilla, avuta da una Furnia ritenuta figlia di una sorella del console suffetto del 40 o del 41 Marco Furnio Augurino oppure nipote del console ordinario del 17 a.C. Gaio Furnio (incerto è se i due Furnii fossero imparentati): Antonia Furnilla sposò poi con ogni probabilità Quinto Marcio Barea Sura, figlio del console suffetto del 34 Quinto Marcio Barea Sorano e fratello del console suffetto del 52 Quinto Marcio Barea Sorano, e i due ebbero come figlia Marcia Furnilla, seconda moglie del futuro imperatore Tito.